# Жирар, Алексис Франсуа
Алекси́с Франсуа́ Жира́р (фр. Alexis François Girard; 8 декабря 1787, Венсен — 17 января 1870, Париж) — французский гравёр.

## Биография
Учился живописи под руководством Жан-Батиста Реньо и лишь потом посвятил себя гравированию. Работал линейной манерой, меццотинтой и акватинтой. В ряду его произведений наиболее значительными могут считаться «Madonna del pesce» и «Madonna la perla» с Рафаэля; «Портрет Генриетты Зонтаг», «Смерть кардинала Мазарини» и «Кардинал Ришельё, едущий по Роне с де Ту и Сен-Марсом» с П. Делароша, «Мироносицы у гроба Господня» с Ари Шеффера, «Dolce-farniente», «Декамерон» и «Сбор винограда» с Винтерхальтера, «Похищение Ревекки» с Л. Конье и «Последний день Помпеи» с Карла Брюллова (1840).

## Галерея

Избранные работы
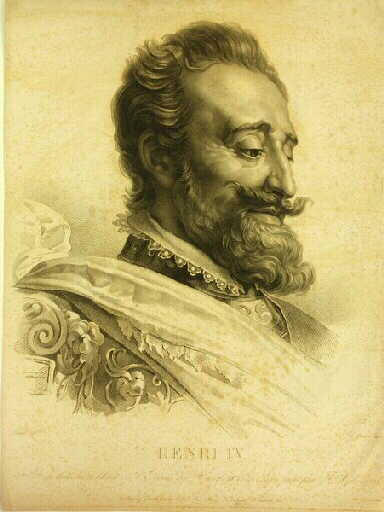
Голова Генриха IV Бурбона По композиции Франсуа Жерара «Вход Генриха IV в Париж[фр.]» Музей Гренобля[фр.]
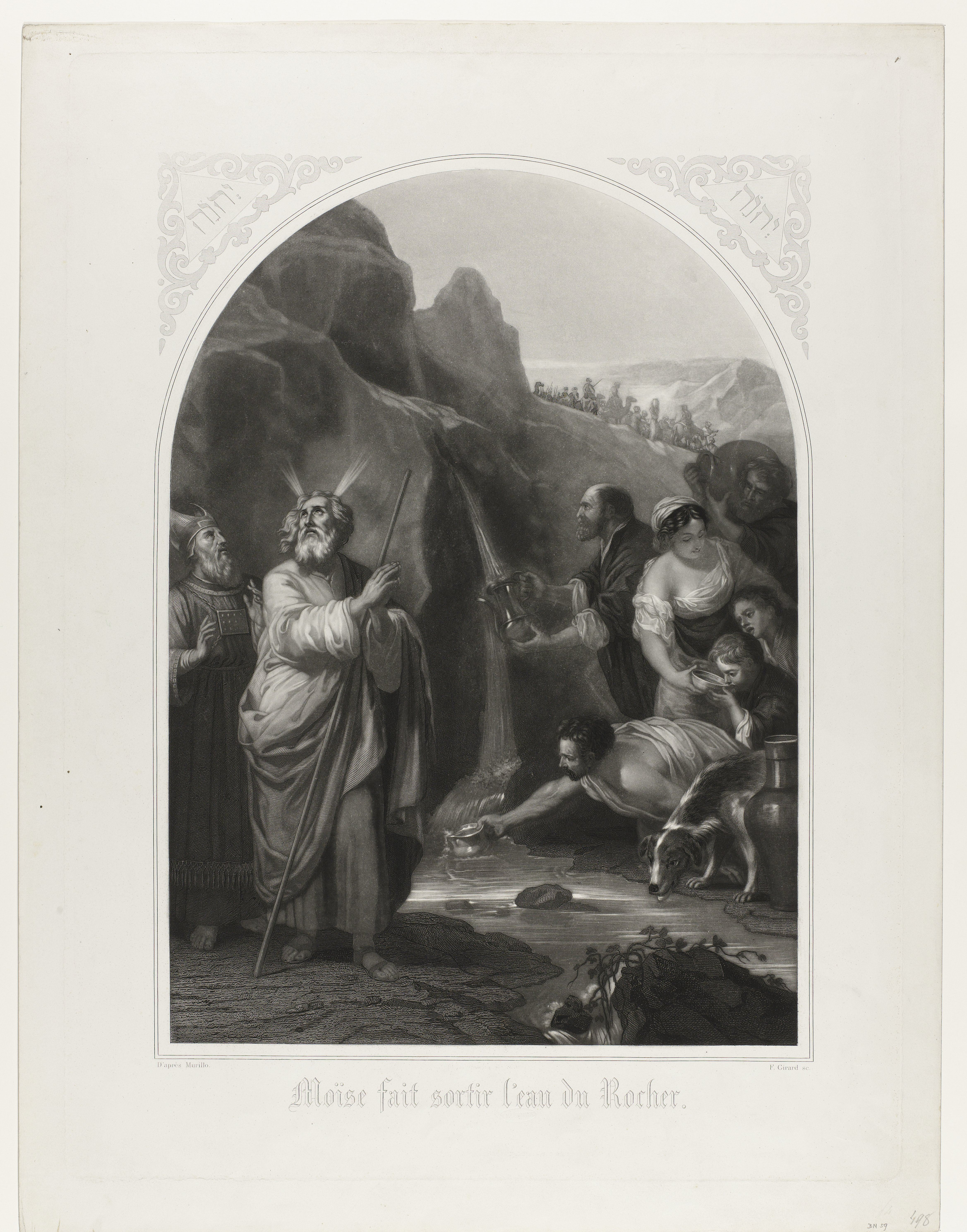
Чудо о воде из скалы По оригиналу Бартоломе Эстебана Мурильо Рейксмюсеум, Амстердам
Жены-мироносицы По оригиналу Ари Шеффера Исторический музей, Амстердам
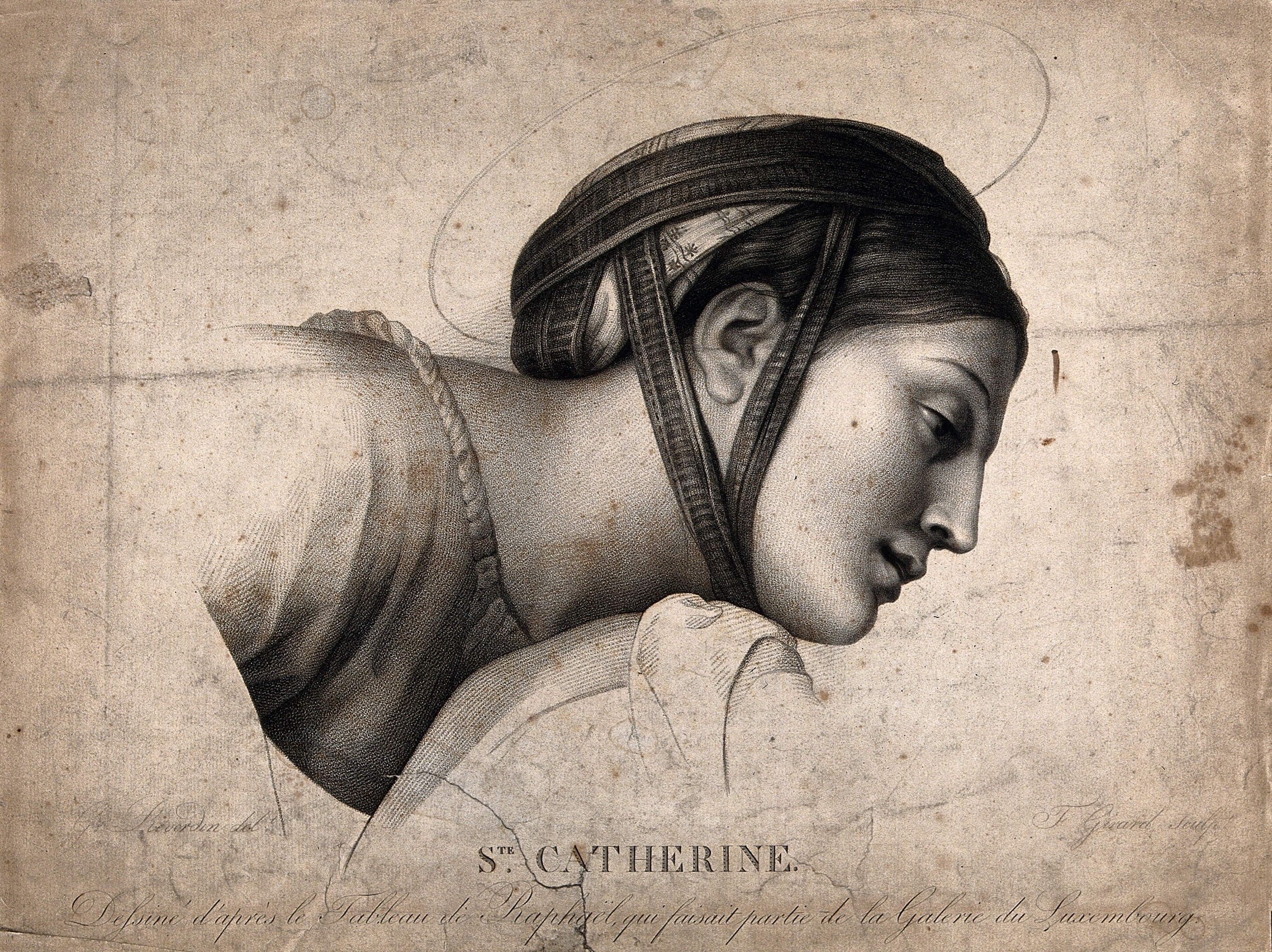
Голова святой Екатерины По оригиналу Франсуа-Гедеона Ревердена[фр.] Коллекция Уэлком, Лондон
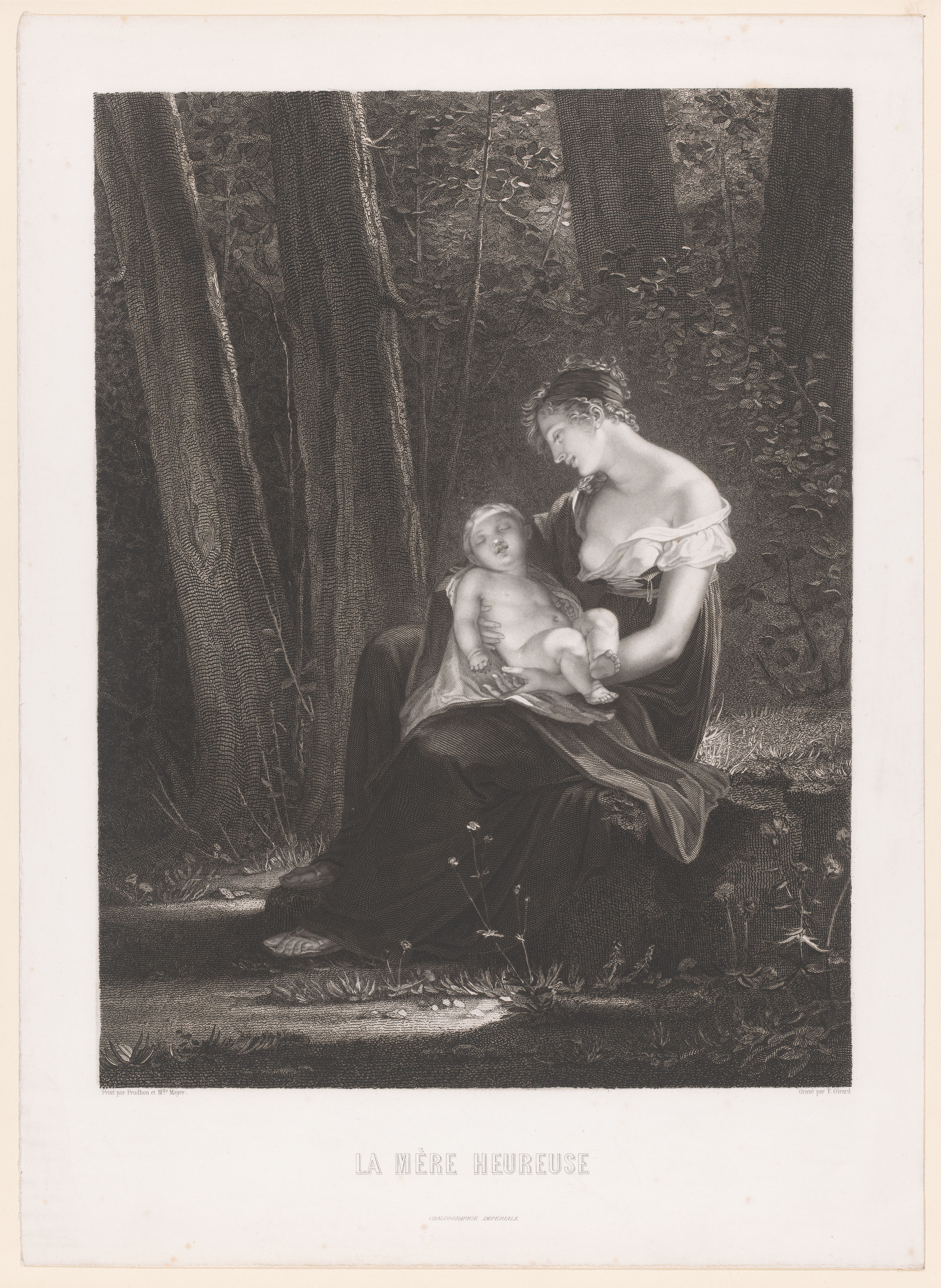
Счастливая мать По оригиналу Пьера Поля Прюдона и Констанции Майер Рейксмюсеум, Амстердам